# Биоларница
Биоларница, Биволарница или Листнати (на македонска литературна норма: Биоларница) е историческо село в Северна Македония, в община Струга.

## География
Селото е било разположено в централната част на Стружкото поле на левия бряг на Сатеска югоизточно от Мороища и северно от Мислешево.

## История
В XIX век Биоларница е българско село в Охридската каза на Османската империя.
Според статистиката на Васил Кънчов („Македония. Етнография и статистика“) в 1900 година Листнати има 30 жители българи християни.
На Етнографската карта на Битолския вилает на Картографския институт в София от 1901 година Биоларница (Лиснати) е чисто българско село в Охридската каза на Битолския санджак с 3 къщи.